# Boca do Monte
Boca do Monte és un barri de la ciutat brasilera de Santa Maria, Rio Grande do Sul. El barri està situat al districte de Boca do Monte.

## Villas
El barri amb les següents villas: Boca do Monte, Cabeceira do Raimundo, Caixa d'Água, Canabarro, Cezarpina, Colônia Pedro Stok, Corredor dos Pivetas, Durasnal, Estação Experimental de Silvicultura, Estância Velha, Filipinho, Lajeadinho, Parada Link, Passo da Ferreira, Picada dos Bastos, Quebra Dente, Quilombo das Vassouras, Rincão do Barroso, Rincão dos Flores, Santo Antônio, Vila Boca do Monte, Vila Esmeralda.
| São Pedro do Sul                      | São Pedro do Sul / São Martinho da Serra | Santo Antão                   |
| São Pedro do Sul Dilermando de Aguiar |                                          | Agroindustrial Tancredo Neves |
| Dilermando de Aguiar                  | São Valentim                             | Boi Morto                     |